# Josef Zelger
Josef Zelger (* 2. Februar 1940 in Sterzing) ist ein österreichischer Sozialphilosoph und Wissenstheoretiker.

## Leben
Zelger studierte Theologie, Physik, Psychologie und Philosophie an der Universität Innsbruck und wurde 1972 mit der Arbeit Konzepte zur Messung der Macht promoviert. 1980 habilitierte er sich und war von 1983 bis 2005 Universitätsprofessor in Innsbruck und Mitglied des Instituts für Philosophie und Wissenschaftstheorie der Universität Innsbruck.
Er engagiert sich für das Forschungsverfahren GABEK (Ganzheitliche Bewältigung von Komplexität), in dem transkribierte Texte analysiert werden. GABEK ist eine qualitative Methode, mit deren Hilfe unstrukturierte Texte auf Basis von Wahrnehmungsgestalten analysiert werden.

## Schriften
- Konzepte zur Messung der Macht, Duncker und Humblot 1975, ISBN 3-428-03413-9
- Konflikte und Ziele. Zur Entscheidungsfindung in einer Gruppe, Wilfer 1986, ISBN 3-922919-69-3
- Verfahren zur kreativen Selbstorganisation, Wilfer 1988, ISBN 3-89249-107-0
- Verarbeitung und Darstellung von Wissen, GABEK Innsbruck 1999, ISBN 3-7065-1300-5
- Organisationen und ihre Wissensnetze, GABEK Innsbruck 2008, ISBN 3-7065-4391-5, zusammen mit Margit Raich